# Episodi di Frankie Drake Mysteries (prima stagione)
La prima stagione della serie televisiva Frankie Drake Mysteries, composta da 11 episodi, è stata trasmessa in Canada sull'emittente CBC Television dal 6 novembre 2017 al 5 febbraio 2018.
In Italia, la stagione è andata in onda su Fox Crime dal 21 dicembre 2018 al 25 gennaio 2019. In chiaro, viene trasmessa dal 5 giugno 2019 su Paramount Network.
| nº | Titolo originale       | Titolo italiano         | Prima TV Canada  | Prima TV Italia  |
| -- | ---------------------- | ----------------------- | ---------------- | ---------------- |
| 1  | Mother of Pearl        | La madre di Perla       | 6 novembre 2017  | 21 dicembre 2018 |
| 2  | Ladies in Red          | Signore in rosso        | 13 novembre 2017 | 21 dicembre 2018 |
| 3  | Summer in the City     | Amori estivi            | 20 novembre 2017 | 28 dicembre 2018 |
| 4  | Healing Hands          | Mani che guariscono     | 27 novembre 2017 | 28 dicembre 2018 |
| 5  | Out of Focus           | Fuori fuoco             | 4 dicembre 2017  | 4 gennaio 2019   |
| 6  | Whisper Sisters        | Mafia, whisky e polizia | 11 dicembre 2017 | 4 gennaio 2019   |
| 7  | Ties That Bind         | Legami che uniscono     | 8 gennaio 2018   | 11 gennaio 2019  |
| 8  | The Pilot              | Il pilota               | 15 gennaio 2018  | 11 gennaio 2019  |
| 9  | Ghosts                 | Fantasmi                | 22 gennaio 2018  | 18 gennaio 2019  |
| 10 | Anastasia              | Anastasia               | 29 gennaio 2018  | 18 gennaio 2019  |
| 11 | Once Burnt Twice Spied | L'inizio dell'avventura | 5 febbraio 2018  | 25 gennaio 2019  |